# Auburn (Virginie-Occidentale)
Pour les articles homonymes, voir Auburn.
La ville américaine d’Auburn est située dans le comté de Ritchie, dans l’État de Virginie-Occidentale. Lors du recensement de 2000, elle comptait 103 habitants.
Appelée Bone Creek puis Newberg, la ville adopte son nom actuel en 1872.